# Die Spionin (2013)
Die Spionin ist ein deutscher Fernsehfilm von Annette Hess (Drehbuch) und Miguel Alexandre (Regie) aus dem Jahr 2013, der im Auftrag von Das Erste produziert wurde.

## Handlung
1938 in Paris: Vera von Schalburg, eine junge Deutsche mit russischen, dänischen und polnischen Wurzeln, spricht mehrere Sprachen fließend und hat ein fotografisches Gedächtnis. Um sich und ihren Sohn Christian über Wasser zu halten, arbeitet sie als Prostituierte. Als Dierks ihre außergewöhnliche Fähigkeiten entdeckt, wirbt er sie für die deutsche Abwehr an. Von Schalburg, die sich und ihren Sohn damit wirtschaftlich besser absichern kann, nimmt Dierks’ Angebot an und zieht nach Hamburg. Bedenken hat sie zunächst nicht – Politik ist ihr gleichgültig.
Zunächst übersetzt sie abgefangene ausländische Memos. Doch je mehr Einblicke sie in die Pläne des Dritten Reichs gewinnt, desto mehr zweifelt die Mutter an ihrer Aufgabe als Agentin. Als Adolf Hitler Polen überfällt, fasst sie den Entschluss, aus der Sache auszusteigen. Sie will sich nach Dänemark absetzen, doch der Fluchtversuch wird bemerkt und scheitert. Von Schalburgs Sohn wird fortan als Druckmittel benutzt, um sie weiter zur Mitarbeit zu zwingen. Sie wird nach England geschickt, um dort militärische Geheimnisse auszuspionieren. Dort trifft sie auf einen Bekannten, Sir John Faber-Prentiss, der mittlerweile im Ministerium arbeitet und ihr dort eine Anstellung als Sekretärin verschafft. Sie wird jedoch enttarnt und zum Tod verurteilt. Die einzige Möglichkeit ihr Leben zu retten, ist als Doppelagentin zu arbeiten. Sie willigt ein, übermittelt zunächst gefälschte Nachrichten an die Deutschen und wird zurück nach Hamburg beordert. Einerseits ist sie glücklich, ihren Sohn wiederzusehen, andererseits muss sie nun auch Dierks, ihre heimliche Affäre, belügen. Und Dierks ist misstrauisch. Im Zwiespalt ihrer Gefühle versucht sie dem allen zu entkommen und gibt den Briten ihren „Ausstieg“ bekannt. Daraufhin entführt ein britischer Agent ihren Sohn, was sie noch tiefer in ihren Konflikt stürzt. Sie vertraut sich heimlich Dierks an, der, nun ebenfalls im Zwiespalt zwischen Pflichterfüllung und privatem Interesse, aus Unaufmerksamkeit einen Autounfall verursacht und dabei stirbt. Von Schalburg setzt sich daraufhin nach England ab und es gelingt ihr ihren Sohn aufzuspüren. Unter Einsatz einer Schusswaffe befreit sie ihr Kind und flüchtet mit ihm zu John Faber-Prentiss, dessen Ehefrau dadurch klar wird, dass von Schalburg mit ihrem Mann eine Affäre hatte. Aus Eifersucht verrät sie dem Secret Service den Aufenthaltsort von Schalburgs. Doch vor ihr steht unerwartet Dierks, dessen Tod nur vorgetäuscht wurde, um sie zu überführen. Er hat den Befehl bekommen sie zu töten, was er aber aus Liebe zu ihr nicht tut, sondern mit ihr und ihrem Sohn ins Ausland flüchtet. Dort bauen sich die drei eine neue Existenz auf.

## Hintergrund
Die Spionin nach der wahren Geschichte der seit 1945 verschollenen Vera von Schalburg wurde vom 12. März 2012 bis zum 22. April 2012 an Schauplätzen in Wien, Budapest und in Teilen Südafrikas gedreht. Die Erstausstrahlung war am 27. Dezember 2013 zur Hauptsendezeit auf Das Erste.

## Kritik
Thomas Gehringer wertete für Tittelbach.tv und schrieb: „Valerie Niehaus kämpft als Doppelagentin Vera von Schalburg im zweiten Weltkrieg um ihr Überleben, ihr Kind und ihre Liebe. Der Degeto-Film schmückt die wahre Geschichte der Vera von Schalburg üppig aus, doch das Ergebnis ist trotz einiger überraschender Wendungen zu glatt und gut gemeint.“ Dem Kritiker fehlen für ein „Agentendrama die abgründigen und auch die etwas verruchten Seiten.“ „Aus einer geheimnisvollen Figur der Zeitgeschichte [wurde] im Dienste eines braven Weihnachts-Unterhaltungsfilms eine von den Zeitläuften, den eigenen Muttergefühlen und der Liebe getriebenen Frau – eine Projektion, die mehr über das gegenwärtige Frauenbild aussagt als über das historische Vorbild.“
Bei Kino.de urteilte Tilmann P. Gangloff: „Mit Rücksicht auf den Freitagssendeplatz und die Weihnachtszeit mag sich die vordergründige Dramatik der Geschichte in Grenzen halten, aber die Kriegszeit wird keinesfalls verharmlost, zumal die an der Weltgeschichte zunächst betont desinteressierte Heldin Vera nach und nach ein politisches Bewusstsein entwickelt.“ Gangloff empfand den Schluss allerdings als „etwas unbefriedigend.“
Die Kritiker der Fernsehzeitschrift TV Spielfilm schrieben, der Film enthalte „viel Spannung, noch mehr Gefühl“ und vergaben den Daumen nach oben als bestmögliche Wertung.